# Leo Longanesi
Leopoldo Longanesi, dit « Leo », est un journaliste, publiciste, scénariste, auteur de pièces de théâtre, écrivain et éditeur italien, né le 30 août 1905 à Bagnacavallo et mort le 27 septembre 1957 à Milan. Principalement connu dans son pays pour ses œuvres satiriques sur la société italienne, il fonde en 1946 la maison d'édition éponyme à Milan et fait figure de mentor auprès de Indro Montanelli, journaliste, historien et fondateur de Il Giornale, l'un des journaux les plus influents d'Italie,,.
Entre 1927 et 1950, il publie plusieurs magazines tels que L’Italiano (1926-1942), Omnibus (1937-1939) et Il Borghese (1950-), ce dernier étant une revue hebdomadaire culturelle et satirique à l'orientation conservatrice. Longanesi se décrit lui-même comme un "anarchiste culturel," et prend la direction d'un parti populiste de droite vantant le conservatisme,, les vertus agraires et le néofascisme nostalgique et anti-démocratique post Seconde Guerre mondiale,,.
Longanesi est reconnu pour ses talents de caricaturiste élégant et raffiné ainsi que pour ses différents mémoires, caractérisés par une verve acerbe aux accents nostalgiques fascistes (In piedi e seduti, Una vita, Ci salveranno le vecchie zie?).

## Œuvres

### Littérature
- Vade-mecum del perfetto fascista seguito da dieci assiomi per il milite ovvero Avvisi ideali (1926)
- L'Almanacco di Strapaese, avec Mino Maccari (1928)
- Piccolo dizionario borghese, avec Vitaliano Brancati (1941)
- Parliamo dell'elefante : frammenti di un diario (1947)
- In piedi e seduti (1919-1943) (1948)
- Il mondo cambia. Storia di cinquant'anni (1949)
- Una vita. Romanzo (1949)
- Il destino ha cambiato cavallo (1951)
- Un morto fra noi (1952)
- Ci salveranno le vecchie zie? (1953)
- L'onesto Signor Bianchi (1953)
- Lettera alla figlia del tipografo (1957)
- La sua signora. Taccuino" (1957)
- Me ne vado. Ottantun incisioni in legno (1957)
- "Il meglio di Leo Longanesi" -prefazione di Mario Monti (1958)
- L'italiano in guerra, 1915-1918 (1965, posthume)
- I Borghesi Stanchi (1973, posthume)
- Il Generale Stivalone (2007, posthume)
- Faust a Bologna (2013, posthume)
- Morte dell'Imperatore (2016, posthume)

### Théâtre
- Due Servi, avec Mino Maccari (1924)
- Una conferenza (1942)
- Il commendatore (1942)
- Il suo cavallo (1944)
- La colpa è dell'anticamera (1946)

### Cinéma
- Batticuore, avec Mario Camerini et Ivo Perilli (1939)
- Dieci minuti di vita, avec Steno et Ennio Flaiano (non terminé, 1943)
- Quartieri alti, avec Steno, Renato Castellani, Mario Soldati et Ercole Patti (1945)

### Publicités
- Supercortemaggiore (Agip)
- Agipgas (Agip)
- Vespa (Vespa)
- Moto Guzzi (Moto Guzzi)
- Adolph's (Adolph's)